# Dirk Philips
Dirk Philips (1504-1568) var en tidlig anabaptist-forfatter og -teolog. Han var en af Melchior Hoffmans fredelige disciple og sluttede sig senere til Menno Simons og var med til at fastlægge de grundlæggende doktriner for det, der senere blev til mennonit-kirken.

## Biografi
Dirk Philips blev født i Leeuwarden i Holland i 1504 som søn af en præst (det var på det tidspunkt ikke unormalt for præster at have uofficielle koner og familier). Han blev franciskanermunk men sluttede sig i 1533 til det anabaptistiske broderskab.

## Tro
Han var sin tids førende teolog blandt de hollandske mennonitter. Han var kendt for at være meget systematisk i sin tænkning samt meget urokkelig i sin tro. Der var to hovedelementer i hans teologi: Bibelens ord og Jesu ord. Som andre anabaptister gav han Jesus forrang. 
Philips identificerede syv kirkeordinanser:
- Rene doktriner
- Brug af sakramenterne iht. Bibelen
- Vaske fødderne på helgenerne
- Adskillelse (bandlysning og udstødelse)
- Kærlighedens bud
- Lydighed mod Kristi bud
- Lidelse og forfølgelse

Han gik ind for en streng efterlevelse af bandlysning og udstødelse, (dvs. åbenlyse syndere udstødes fra kirken indtil de angrer). Han mente, at dette var nødvendigt for at opretholde kirkens renhed. Han mente, at der var en total modsætning mellem kirken og verden, og at de troende derfor skulle forvente at blive forfulgt.

Denne artikel er en oversættelse af artiklen Dirk Philips på den engelske Wikipedia. 